# ویرز ولی (تنسی)
ویرز ولی (به انگلیسی: Wears Valley) یک منطقهٔ مسکونی در ایالات متحده آمریکا است که در شهرستان سویر، تنسی واقع شده‌است. ویرز ولی ۶٬۴۸۶ نفر جمعیت دارد.